# L'avventura felice
L'avventura felice (Das schöne Abenteuer) è un film del 1932 scritto e diretto da Reinhold Schünzel.
Il lavoro teatrale di Gaston Arman de Cavaillet, Robert de Flers ed Etienne Rey era già stato portato sullo schermo nel 1924 da Manfred Noa con Das schöne Abenteuer, film interpretato da Vilma Bánky e Hans Albers. La commedia sarebbe stata in seguito adattata altre volte per lo schermo.

## Produzione
Il film fu prodotto dall'Universum Film (UFA).

## Distribuzione
Distribuito dall'Universum-Film Verleih GmbH (Ufa) (Berlin), uscì nelle sale cinematografiche tedesche dopo la prima berlinese al Gloria-Palast tenuta il 18 agosto 1932. Il 4 dicembre dello stesso anno, il film fu presentato a New York al Carnegie-Theatre.

## Versioni cinematografiche della commedia originale
- Das schöne Abenteuer, regia di Manfred Noa (1924)
- L'avventura felice (Das schöne Abenteuer), regia di Reinhold Schünzel (1932)
- La Belle Aventure, regia di Roger Le Bon e Reinhold Schünzel (1932)
- La Belle Aventure, regia di Marc Allégret (1942)
- Ihana seikkailu, regia di T.J. Särkkä (1962)